# Lithobates psilonota
Espèce
Synonymes
- Rana psilonota Webb, 2001

Statut de conservation UICN

 LC  : Préoccupation mineure
Lithobates psilonota est une espèce d'amphibiens de la famille des Ranidae.

## Répartition
Cette espèce est endémique du centre-Ouest du Mexique. Elle se rencontre, :
- dans le sud de l'État de Nayarit ;
- dans l'État du Jalisco ;
- dans le sud de l'État de Zacatecas ;
- dans le sud de l'État d'Aguascalientes ;
- dans le nord de l'État de Colima.

## Publication originale
- Webb, 2001 : Frogs of the Rana tarahumarae group in western Mexico Mesoamerican Herpetology: Systematics, Natural History, and Conservation, University of Texas at El Paso, El Paso, Texas, p. 20-43.